# 三遊亭楽生
三遊亭 楽生（さんゆうてい らくしょう、1977年7月15日 - ）は、五代目円楽一門会所属の落語家。埼玉県さいたま市岩槻区出身。本名∶坪山 隆行。出囃子は『元禄花見踊前弾き』。

## 来歴
1996年3月に埼玉県立春日部高等学校（生徒会長を務める）を卒業したが、受験に失敗し、4月に駿台予備学校アカデミー校（早慶上智文系コース）に入学する。翌1997年3月、日本大学芸術学部を受験し、倍率20倍の筆記試験には合格するも、倍率2倍の面接試験は不合格となる。不合格にした面接官を「いつか見返してやる」と周囲の反対を押し切り、落語界への入門を決意した。同年4月、 三遊亭楽太郎（当時。後の六代目三遊亭円楽）に入門し、「楽花生」を名乗る。
2001年、「楽花生」のまま二ツ目昇進。2006年6月から翌年7月まで、中国語の勉強のため中華人民共和国に1年留学する。
2008年2月、真打に昇進し、「楽生」に改名した。

## 人物
六代目三遊亭円楽の惣領弟子である。
日本橋社会教育会館での独演会を続けている。
クイズ作家の矢野了平、春風亭一之輔は高校の同期生。一之輔は楽生が受験に失敗した日本大学芸術学部を2001年春に卒業（1浪後4年で卒業）して落語界入りし、ラジオでは裏番組を担当している。
六代目円楽没後、五代目円楽一門会の顧問であり笑点メンバーの三遊亭好楽からは七代目円楽に推されていた。しかし生前の六代目円楽の意向により、2024年9月、翌2025年2月20日に三遊亭好楽の息子であり五代目圓楽の最後の弟子である三遊亭王楽が円楽の名跡を継ぎ七代目円楽となることが正式に発表された。

## 弟子

### 移籍
- 三遊亭楽べえ - 楽生門下から六代目三遊亭円楽門下へ移籍。さらに、三遊亭小圓楽門下へ移籍。

## 連載
- 『わが師円楽』 共同通信、2024年11月8日〜2025年1月6日 全9回[4]

## 出演

### テレビ番組
- 小町テレビ（2010～2012年、日テレG+） - レギュラー。進行役
- ウチの子、ニッポンで元気ですか？（2019年12月24日、TBSテレビ）
- 魅力まるごと いまドキッ！埼玉 （テレビ埼玉）- MC
- ジモト応援！つながるNews（J:COM埼玉）
- まるっとスマイル！春日部・いわつき（J:COM埼玉）

### ラジオ
- Hello! I,Radio（2017年12月29日 - 2020年9月25日、ラジオ日本）[5]
- SWEET!! FridayEdition（2020年10月2日 - 、ラジオ日本、金曜パーソナリティー）
- Be Happy!（2021年8月1日 - 、FM FUJI）

### 映画
- 漫画誕生（2019年、大木萠監督、アースゲート）- (声）田吾作 役